# Giải bóng đá Ngoại hạng Anh 2009–10
Giải bóng đá ngoại hạng Anh 2009–10 là mùa bóng đá thứ 18 của giải ngoại hạng Anh kể từ lần đổi tên năm 1992, với chức vô địch thuộc về Chelsea chính thức ngày 9/5/2010.

## Khởi điểm

### Trước mùa giải
Trước mùa giải, vào ngày 31 tháng 7, cựu huấn luyện viên của Câu lạc bộ Newcastle Ngài Bobby Robson qua đời ở tuổi 76, ông đồng thời cũng từng là huấn luyện viên của Fulham, Ipswich, Barcelona, Porto, PSV và Đội tuyển bóng đá quốc gia Anh. Trong trận đầu tiên của mùa giải các cầu thủ đứng quanh vòng tròn trung tâm và dành 1 phút mặc niệm cho ông.

## Các câu lạc bộ

### Thay đổi huấn luyện viên
Hull City, Bolton Wanderers, Portsmouth, Burnley

### Thay đổi chủ sở hữu
Liverpool FC

## Bảng điểm xếp hạng
| TT | Đội                     | Trận | Thắng | Hòa | Thua | Bàn thắng | Bàn thua | Hiệu số | Số điểm | Lên/Xuống hạng |
| 1  | Chelsea                 | 38   | 27    | 5   | 6    | 103       | 32       | +71     | 86      |                |
| 2  | Manchester United       | 38   | 27    | 4   | 7    | 86        | 28       | +58     | 85      |                |
| 3  | Arsenal                 | 38   | 23    | 6   | 9    | 83        | 41       | +42     | 75      |                |
| 4  | Tottenham Hotspur       | 38   | 21    | 7   | 10   | 67        | 41       | +26     | 70      |                |
| 5  | Manchester City         | 38   | 18    | 13  | 7    | 73        | 45       | +38     | 67      |                |
| 6  | Aston Villa             | 38   | 17    | 13  | 8    | 52        | 39       | +13     | 64      |                |
| 7  | Liverpool FC            | 38   | 18    | 9   | 11   | 61        | 35       | +26     | 63      |                |
| 8  | Everton                 | 38   | 16    | 13  | 9    | 60        | 49       | +11     | 61      |                |
| 9  | Birmingham City         | 38   | 13    | 11  | 14   | 38        | 47       | -9      | 50      |                |
| 10 | Blackburn Rovers        | 38   | 13    | 11  | 14   | 41        | 55       | -14     | 50      |                |
| 11 | Stoke City              | 38   | 11    | 14  | 13   | 34        | 48       | -14     | 47      |                |
| 12 | Fulham                  | 38   | 12    | 10  | 16   | 39        | 46       | -7      | 46      |                |
| 13 | Sunderland              | 38   | 11    | 11  | 16   | 48        | 56       | -8      | 44      |                |
| 14 | Bolton Wanderers        | 38   | 10    | 9   | 19   | 42        | 67       | -25     | 39      |                |
| 15 | Wolverhampton Wanderers | 38   | 9     | 11  | 18   | 32        | 56       | -24     | 38      |                |
| 16 | Wigan Athletic          | 38   | 9     | 9   | 20   | 37        | 79       | -42     | 36      |                |
| 17 | West Ham United         | 38   | 8     | 11  | 19   | 47        | 66       | -19     | 35      |                |
| 18 | Burnley                 | 38   | 8     | 6   | 24   | 42        | 82       | -40     | 30      |                |
| 19 | Hull City               | 38   | 6     | 12  | 20   | 34        | 75       | -41     | 30      |                |
| 20 | Portsmouth              | 38   | 7     | 7   | 24   | 34        | 66       | -32     | 19      |                |

## Kết quả
- Chelsea, Manchester United, Arsenal giành quyền vào vòng Chung kết cúp UEFA Champions League
- Tottenham Hotspur giành quyền đấu play-off cúp UEFA Champions League
- Manchester City, Aston Villa, Liverpool giành quyền chơi Europa League
- Burnley, Hull City, Portsmouth xuống hạng nhất
- Newcastle United, West Bromwich Albion, Blackpool F.C lên chơi giải ngoại hạng Anh 2010-11

## Thống kê

### Các cầu thủ ghi bàn nhiều nhất
| Thứ tự | Cầu thủ            | Câu lạc bộ        | Số bàn |
| ------ | ------------------ | ----------------- | ------ |
| 1      | Didier Drogba      | Chelsea           | 29     |
| 2      | Wayne Rooney       | Manchester United | 26     |
| 3      | Darren Bent        | Sunderland        | 24     |
| 4      | Carlos Tévez       | Manchester City   | 23     |
| 5      | Frank Lampard      | Chelsea           | 22     |
| 6      | Jermain Defoe      | Tottenham Hotspur | 18     |
| 6      | Fernando Torres    | Liverpool         | 18     |
| 8      | Cesc Fàbregas      | Arsenal           | 15     |
| 9      | Emmanuel Adebayor  | Manchester City   | 14     |
| 10     | Louis Saha         | Everton           | 13     |
| 10     | Gabriel Agbonlahor | Aston Villa       | 13     |

### Các cầu thủ có đường chuyền thành bàn nhiều nhất
| Thứ tự | Cầu thủ             | Câu lạc bộ        | Số lần |
| ------ | ------------------- | ----------------- | ------ |
| 1      | Frank Lampard       | Chelsea           | 17     |
| 2      | Cesc Fàbregas       | Arsenal           | 15     |
| 3      | Didier Drogba       | Chelsea           | 13     |
| 4      | James Milner        | Aston Villa       | 12     |
| 5      | Nicolas Anelka      | Chelsea           | 10     |
| 5      | Craig Bellamy       | Manchester City   | 10     |
| 5      | Ryan Giggs          | Manchester United | 10     |
| 5      | Nani                | Manchester United | 10     |
| 5      | Ashley Young        | Aston Villa       | 10     |
| 10     | Leighton Baines     | Everton           | 9      |
| 10     | Matthew Etherington | Stoke City        | 9      |
| 10     | Aaron Lennon        | Tottenham Hotspur | 9      |
| 10     | Antonio Valencia    | Manchester United | 9      |